# Кшемень-Весь
Кшемень-Весь (пол. Krzemień-Wieś) — село в Польщі, у гміні Яблонна-Ляцька Соколовського повіту Мазовецького воєводства.
Населення — 110 осіб (2011).
У 1975-1998 роках село належало до Седлецького воєводства.

## Демографія
Демографічна структура станом на 31 березня 2011 року:
|          | Загалом | Допрацездатний вік | Працездатний вік | Постпрацездатний вік |
| -------- | ------- | ------------------ | ---------------- | -------------------- |
| Чоловіки | 59      | 6                  | 41               | 12                   |
| Жінки    | 51      | 2                  | 22               | 27                   |
| Разом    | 110     | 8                  | 63               | 39                   |